# 中山通
中山通是中國廣東省中山市推出的無接觸式電子付費卡，可用於乘坐公共汽車、租賃中山市公共自行車、購物等等。中山通除可用於中山市，也可用於珠海市（稱為「珠中通」），同時兼容嶺南通和交通聯合卡。

## 外部連結
- 中山通（页面存档备份，存于）